# تشارلز ماكفرلين
تشارلز ماكفرلين (بالإنجليزية: Charles Stuart McFarlane)‏ هو سياسي بريطاني (وحمل سابقاً جنسية المملكة المتحدة لبريطانيا العظمى وأيرلندا)، ولد في 10 أكتوبر 1895، وتوفي في 4 فبراير 1958. في الانتخابات الفرعية في مجلس العموم البريطاني ‏، انتخب عضو برلمان المملكة المتحدة الـ38 عن دائرة Glasgow Camlachie (UK Parliament constituency) ‏ (28 يناير 1948 – 3 فبراير 1950).